# Xuéns
Xuém (em xuém:Bouxcuengh; chinês tradicional: 壯族; chinês simplificado: 壮族; pinyin: Zhuàngzú) e um grupo étnico que teve origem no sul da China (especialmente da região do Quancim). Eles formam uma das 56 nacionalidades oficialmente reconhecidas pela China, e maior minoria étnica da China, aproximadamente, 18 680 000 pessoas, de acordo com o recenseamento chinês de 2006. Sua língua é o xuém.
Na atualidade os xuéns vivem principalmente na Região Autônoma Xuém de Quancim e Iunão, Cantão, Guizhou, Hunão, mas existem comunidades espalhadas por todo o país. Há, também, grandes comunidades xuéns no Vietname, além de pequenas comunidades em bairros de grandes metrópoles como Toronto e Vancouver no Canadá, Sydney e Melbourne na Austrália, Banguecoque na Tailândia, Vientiane no Laos, Phnom Penh no Camboja e Nepiedó e Rangum em Mianmar.